# فلرو
فلرو (به ایتالیایی: Flero) یک کومونه در ایتالیا است که در استان برشا واقع شده‌است.

## خصوصیات
فلرو ۹ کیلومترمربع مساحت و ۸٬۶۴۳ نفر جمعیت دارد.

## نگارخانه

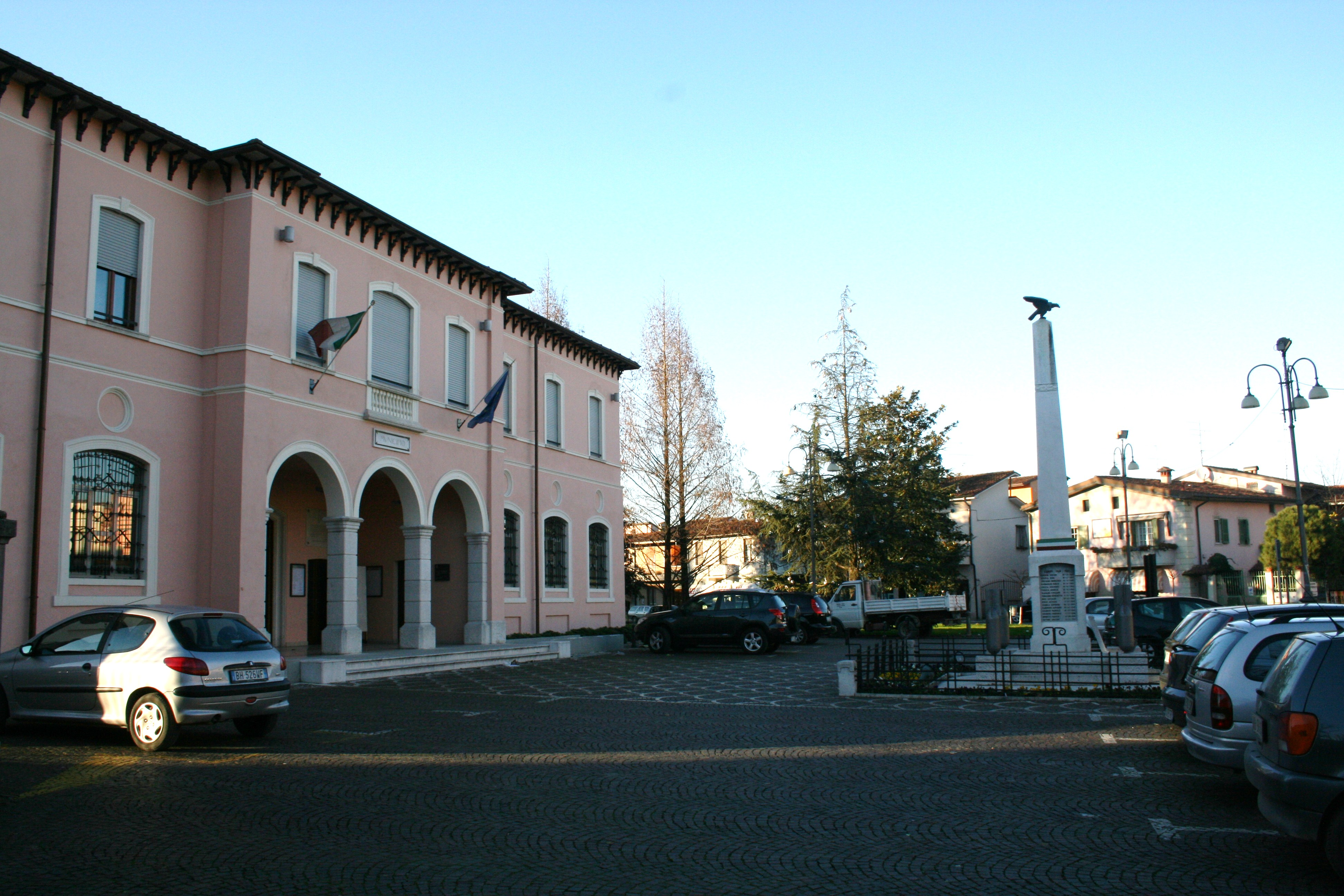
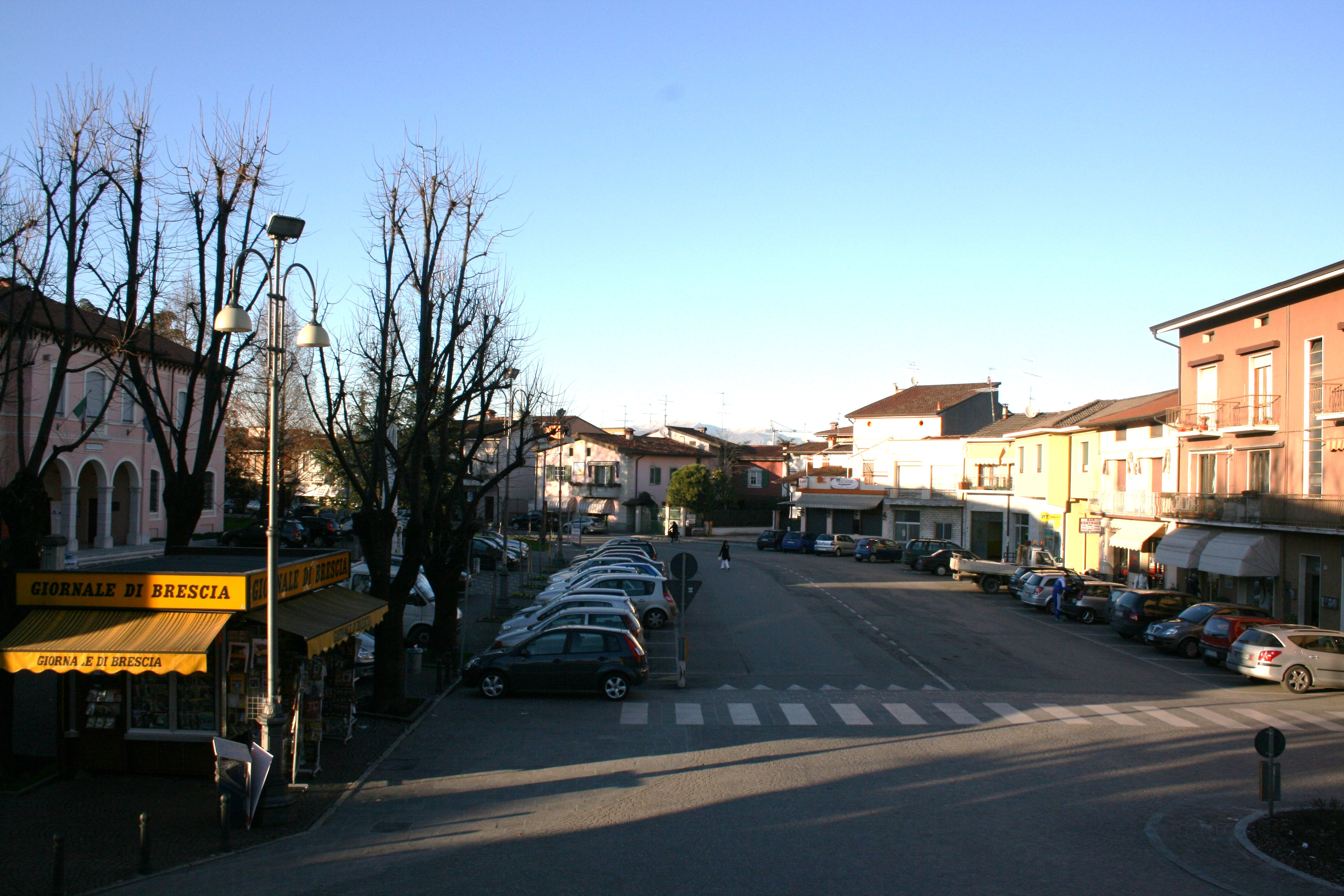